# Капитанът от Кьопеник (филм, 1956)
„Капитанът от Кьопеник“ (на немски: Der Hauptmann von Köpenick) е западногермански сатиричен филм от 1956 година на режисьора Хелмут Койтнер по негов сценарий в съавторство с Карл Цукмайер, базиран на едноименната пиеса на Цукмайер от 1931 година.
В центъра на сюжета, базиран на действителен случай, е възрастен човек, който след престои в затвора за дребни престъпления и продължителни неуспешни опити да получи лични документи от пруската бюрокрация случайно намира офицерска униформа и с нейна помощ фактически завзема малко градче край Берлин и изпраща кмета му в затвора. Главната роля се изпълнява от Хайнц Рюман.
„Капитанът от Кьопеник“ е номиниран за „Златен лъв“ и за „Оскар“ за чуждоезичен филм.